# Eric Gabriel von Rosén
Erik Gabriel Rosén, adlad von Rosén, född 2 maj 1775 i Stockholm, död 10 september 1866, var en svensk friherre, hovrättspresident och kyrkomusiker.

## Biografi
År 1790 blev Eric Gabriel Rosén student vid Uppsala universitet, och anställdes tre år senare som kanslist i Justitierevisionsexpeditionen och blev året därpå knuten till kammarexpeditionen av Konungens kansli. Samma år fick han tjänst som auskultant och notarie vid Svea hovrätt. Han hade domartjänst i lagsagorna i Stockholm och Uppland från 1795. 1797 blev han häradshövding samt vid sidan av detta organist i Klara kyrka i Stockholm. 1798 blev han sekreterare och auditör vid flottans eskader i Stockholm och ett par år senare organist i Storkyrkan. 1802 blev han assessor i Svea hovrätt, där han 1815 avancerade till hovrättsråd, för att 1825 bli justitieråd, och 1836 president vid Svea hovrätt, vilket han förblev tills han drog sig tillbaka vid 70 års ålder.
Vid sidan av sin offentliga karriär som ämbetsman var han självlärd organist och behärskade redan vid tjugotvå års ålder instrumentet så väl att han fick tjänsten som organist i Klara kyrka. På höjden av sin bana var han organist i flera av Stockholms kyrkor, och även efter att han lämnat de officiella organistbefattningarna då hans ämbete efter 1825 tog alltmer tid, spelade han gärna vid gudstjänsterna. Han betraktades som Sveriges främsta organist på sin tid, och var också väl insatt i instrumentets uppbyggnad; han konstruerade två helt nya typer av kabinettsorgel. 1835-60 var han preses i Musikaliska Akademien där han blivit invald 1814. Han komponerade ett flertal psalmer och finns representerad i Den svenska psalmboken 1986 med tonsättningen av en psalm (nr 552).
Han adlades 1816 och upphöjdes till friherre 1843 varvid han lade till "von" till sitt efternamn, von Rosén. Han var medlem av flera akademier och kungliga ordnar, ledamot av Svenska Bibelsällskapet, kommendör och ceremonimästare in survivance av Kungl. Maj:ts orden, riddare av Carl XIII:s orden, ombuds- och uppbördsman av Svenska akademien, samt ledamot av Krigsvetenskapliga akademien.
Eric Gabriel Roséns far var överhovpredikanten Gabriel Rosén och modern Anna Margareta Rath var dotter till politieborgmästaren i Stockholm. Två av hans farbröder var mycket framstående professorer och läkare, nämligen Nils Rosén von Rosenstein och Eberhard Rosenblad. En annan var radikalpietisten Sven Rosén. I sammanhanget kan även nämnas kusinsonen Carl von Rosenstein som blev ärkebiskop. Fadern var flera gånger föreslagen som biskop i olika stift men Gustav III motsatte sig detta kraftigt sedan Gabriel Rosén uttalat sig frispråkigt om sederna vid hovet vid riksdagen 1769.

### Familj
von Rosén gifte sig första gången 19 september 1800 på Hargs bruk i Hargs socken med Catharina Charlotta Rydberg (1777–1843), dotter till direktören Sven Rydberg och Catharina Margareta Fogman. De fick tillsammans barnen kammarrättsrådet Mattias Gabriel von Rosén (1801–1871), Nils Elof von Rosén (1804–1805), Charlotta Margareta von Rosén (1807–1881) som var gift med löjtnanten Knut Lindorm Posse, Carl Adolf von Rosén (1810–1811), Erik Gustaf von Rosén (1813–1815) och Maria Catharina von Rosén (1817–1902) som var gift med universitetskanslern Henning Hamilton.
von Rosén gifte sig andra gången 4 oktober 1847 i Stockholm med Eva Margareta Widegren (1799–1868), dotter till kommerserådet Olof Widegren och Eva Laurentia Kirstein. Eva Margareta Widegren var änka efter kyrkoherden Anders Wijkander i Västra Ryds församling.

## Psalmer
- Jag om en konung sjunga vill (1921 nr 508) tonsatt okänt datum och samma som:
  - Hell, konung! Säll och lyckosam (1819 nr 300)
- O Jesus Krist, i dig förvisst (1986 nr 552) tonsatt 1832